# Lesso
Lesso (Lesu) ist eine osttimoresische Aldeia im Suco Foho-Ai-Lico (Verwaltungsamt Hato-Udo, Gemeinde Ainaro). 2015 lebten in der Aldeia 343 Menschen.

## Geographie und Einrichtungen
Die Aldeia Lesso liegt im Nordwesten von Foho-Ai-Lico. Östlich befindet sich die Aldeia Ailora und südlich die Aldeia Ainaro-Quic. Im Westen grenzt Lesso an den Suco Leolima und im Norden an die Sucos Grotu und Dai-Sua (Verwaltungsamt Same, Gemeinde Manufahi). Entlang der Nordgrenze fließt der Aiasa, ein Nebenfluss des Caraulun. Durch den Süden von Lesso führt die südliche Küstenstraße Osttimors, die hier etwas weiter landeinwärts verläuft. An ihr entlang verteilen sich der Großteil der Gebäude der Aldeia. Nah der Westgrenze liegt das Dorf Bismata, von dem eine Seitenstraße nach Südosten abgeht, an der sich das Dorf weiter ausdehnt. In der Mitte des Sucos befindet sich an der Küstenstraße das Dorf Lesso und an der Ostgrenze das Dorf Groto. Bis auf einige wenige einzelne Häuser gibt es nördlich der Dörfer in Lesso keine Besiedlung.
In Bismata und Lesso gibt es jeweils eine Grundschule. Außerdem steht in Lesso die Kapelle Sagrado Coraçāo de Jesus.

## Politik
2023 wurde Alcino Amaral da Graca zum Chefe de Aldeia gewählt.